# Piaski Gdańskie
Piaski Gdańskie – funkcjonująca w latach 1905-1974 stacja styczna na linii wąskotorowej Gdańsk Wąskotorowy – Giemlice należącej do sieci Gdańskiej Kolei Dojazdowej i normalnotorowej Pruszcz Gd. - Gdańsk Westerplatte.

## Położenie
Stacja zlokalizowana była w miejscu przecięcia z linią normalnotorową Pruszcz Gdański - Gdańsk Port Północny w rejonie obecnej stacji Gdańsk Olszynka.

## Historia
Stacja została wybudowana wraz z lewobrzeżną częścią Gdańskiej Kolei Dojazdowej przez spółkę Westpreußische Kleinbahnen Aktien-Gesellschaft (WKAG - Zachodniopruska Spółka Małych Kolei). 
Była to stacja styczna umożliwiająca przeładunek towarów pomiędzy koleją normalnotorową i wąskotorową. W obrębie stacji znajdowało się jednopoziomowe skrzyżowanie obu linii kolejowych zabezpieczone torami ochronnymi oraz semaforami. Pod zarządem WKAG stacja funkcjonowała do 1945 roku, kiedy to wycofujące się wojska niemieckie wysadziły most zwodzony przy wjeździe na stację Gdańsk Wąskotorowy i zatopiły znaczną część Żuław.
W latach 1945–1948 zniszczony most zwodzony przebudowano na stały, prowadzono prace melioracyjne oraz naprawy zniszczonych torów. Pierwszy pociąg wyruszył na trasę Gdańsk Wąskotorowy - Odrzygość - Koszwały - Lewy Brzeg Wisły w lipcu 1948 r. 
Lewobrzeżna część Gdańskiej Kolei Dojazdowej funkcjonowała do 31.12.1973 roku. Do końca 1975 roku stację całkowicie zlikwidowano.